# Tiro a segno per uccidere
Tiro a segno per uccidere (Das Geheimnis der gelben Mönche, letteralmente Il segreto dei frati gialli) è un film del 1966 diretto da Manfred R. Köhler.